# Rame automotrice
Ne doit pas être confondu avec Automotrice, Automotrice tractrice ou Élément automoteur électrique.
 (avril 2010).
Si vous disposez d'ouvrages ou d'articles de référence ou si vous connaissez des sites web de qualité traitant du thème abordé ici, merci de compléter l'article en donnant les références utiles à sa vérifiabilité et en les liant à la section « Notes et références ».

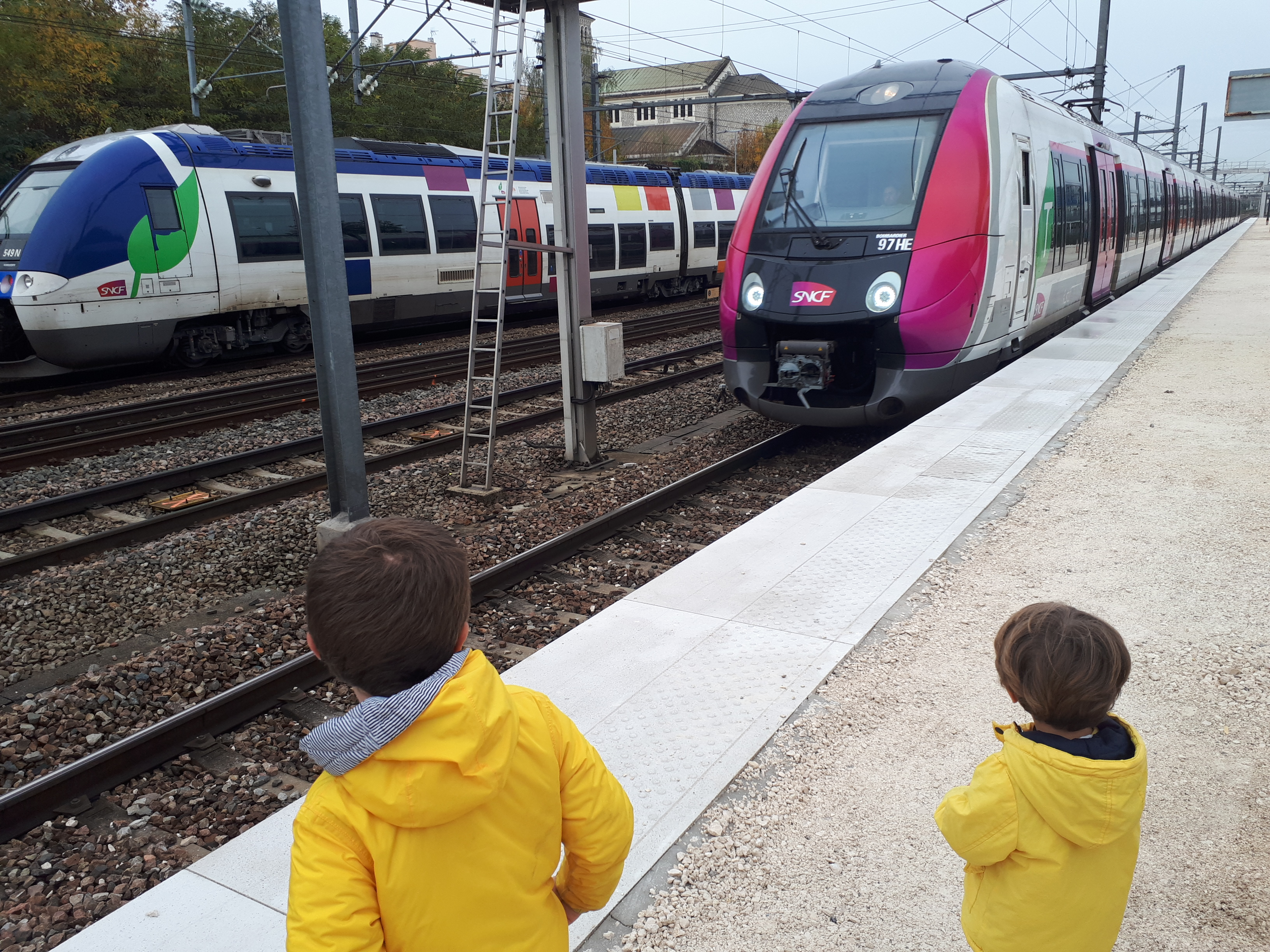
Rames articulées Z 50000 et B 82500 à Vaires - Torcy.

Un élément automoteur est un ensemble comprenant plusieurs caisses formant une rame indéformable. Il peut être composé de véhicules moteurs à chaque extrémité et de simples remorques permettant une répartition de la motorisation sur les différents bogies de la rame. Il est dans la plupart des cas bidirectionnel, dispose d'une cabine de conduite à chaque extrémité, ce qui la rend réversible. La plupart des éléments automoteurs modernes sont prévus pour pouvoir circuler couplées à d'autres rames automotrices identiques, formant ainsi des unités multiples.
Les éléments automoteurs, apparus au début du XXe siècle pour le métro et les trains de banlieue, remplacent de plus en plus les rames remorquées, notamment pour les liaisons express. Certains trains à grande vitesse et trains pendulaires actuels sont des éléments automoteurs.

## Description

### Définition

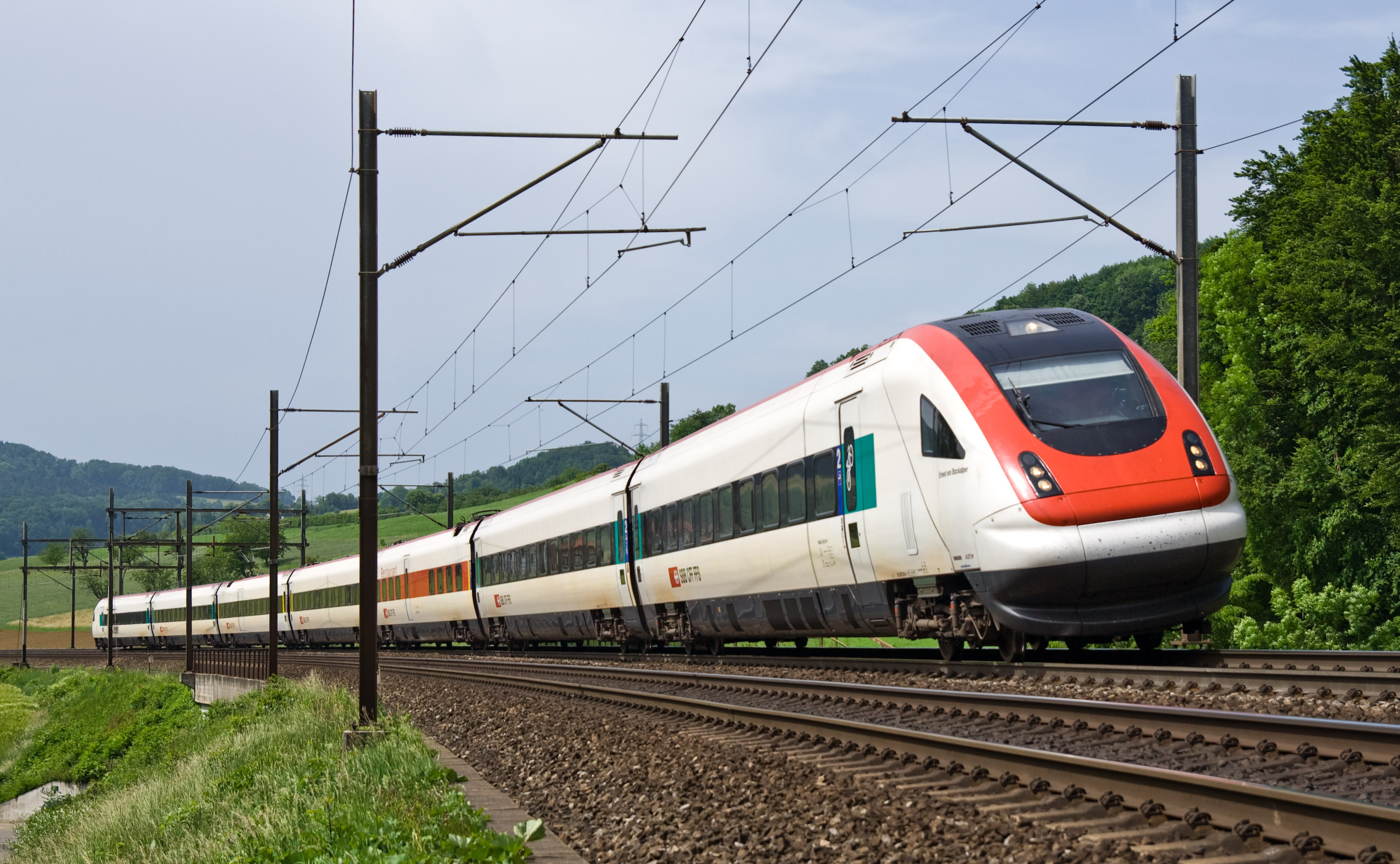
Une rame automotrice RABDe 500 des CFF.

En général, un élément automoteur est un ensemble de véhicules ferroviaires se déplaçant par ses propres moyens. En exploitation, une rame peut être un couplage de plusieurs rames élémentaires (ou « éléments »), elles-mêmes composées de plusieurs caisses. On ne distingue pas de locomotive dissociable, les fonctions de traction et de transport de la charge utile (généralement des passagers, plus rarement des marchandises) étant imbriquées et donc assurées par les mêmes véhicules. Les véhicules moteurs, souvent aux extrémités de la rame, assurent ainsi à la fois la propulsion des autres véhicules intégrés à la rame et le transport de la charge utile, souvent avec une capacité moindre en raison de la présence des moteurs. L'ensemble est carrossé et peint de façon à présenter un aspect homogène. Les rames automotrices sont principalement Diesel ou électriques, mais des rames à turbine à gaz (RTG) ou à vapeur ont existé. C'est la source d'énergie qui différencie l'automotrice électrique de l'autorail : pour ce dernier, ce sont des moteurs électriques qui assurent la traction, fournie par des moteurs Diesel embarqués. Des engins mixtes, pouvant fonctionner indifféremment avec un carburant ou de l'électricité, ont existé en France sous le nom d'« autorail amphibie » et de nos jours sous le nom d'« automotrice bi-mode ». Enfin, le matériel destiné au transport de marchandises porte généralement le nom de « fourgon automoteur ».

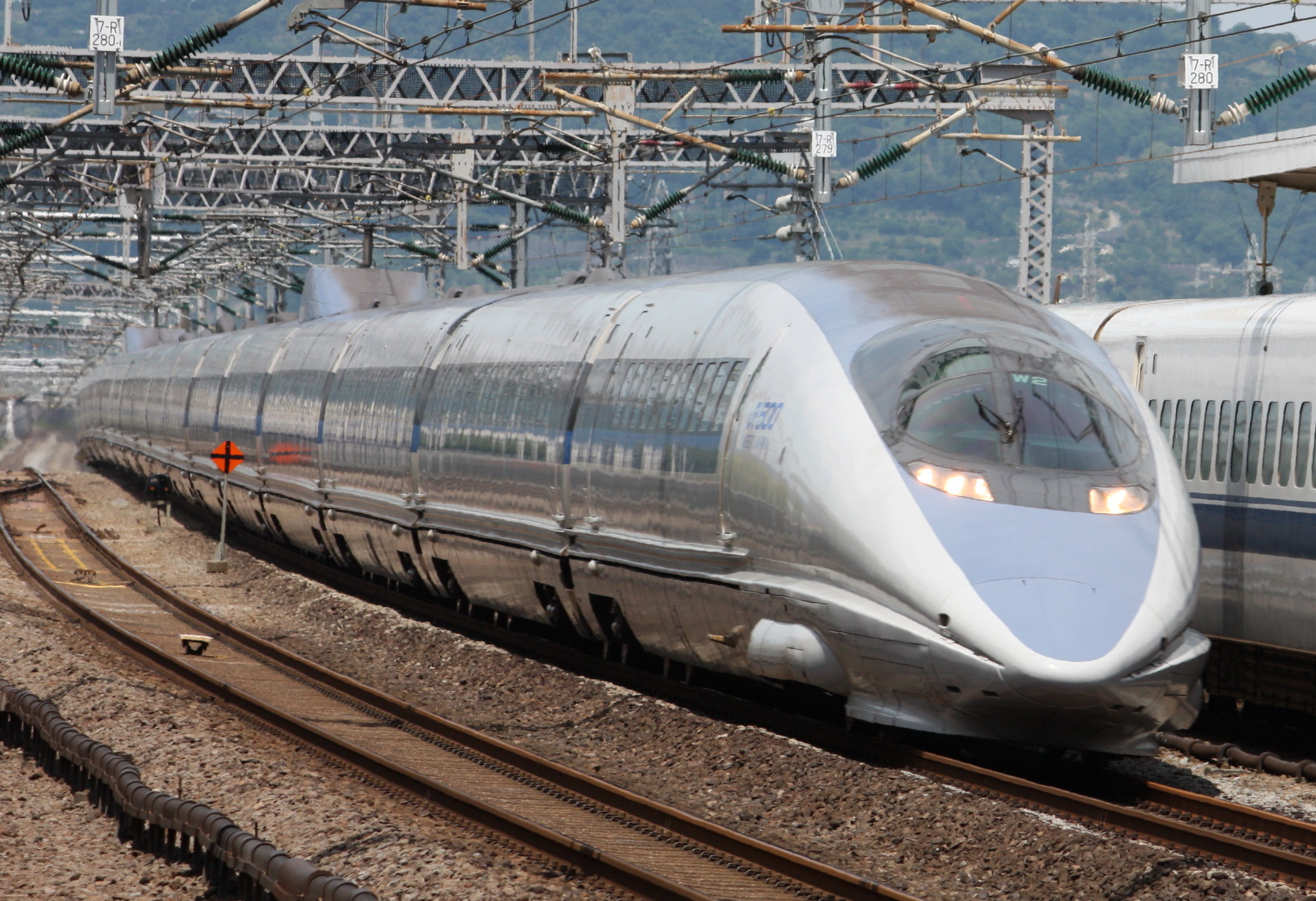
Une automotrice à grande vitesse Shinkansen série 500 japonaise.

Un élément automoteur est généralement équipé d'une cabine de conduite à chaque extrémité et peut, le plus souvent, être jumelée à une ou  plusieurs autres rames identiques. Certaines automotrices peuvent  être associées à des remorques sauf dans le cas de rames homogènes et indéformables. Le nombre de véhicules qui composent une automotrice peut varier selon les types, depuis un seul, pour des automotrices qui assurent des relations locales sur des lignes à faible trafic, et jusqu'à seize véhicules, notamment pour les Shinkansen série 500 et 700.
Ce type de train s'est généralisé dans les services de banlieue, ainsi que dans les métros, mais on le trouve aussi sur des relations à moyenne distance.
Historiquement, les premières automotrices à grande vitesse sont les rames de la série 0 du Shinkansen japonais.
Les rames réversibles permettent le même type d'exploitation qu'une automotrice ou un autorail, mais il leur manque l'homogénéité de traction : la puissance de traction du train est fixe quel que soit le nombre de voitures.

### Avantages
L'intérêt de ces véhicules réside dans la simplification de l'exploitation, puisqu'aucune manœuvre n'est nécessaire pour changer de sens de circulation à la gare terminus ; il suffit d'une remise en service par le conducteur à partir de l'autre cabine de conduite. Cela procure un gain en frais d'exploitation et en temps, gain d'autant plus sensible que la rotation des rames est plus serrée. 
De plus, les performances de traction sont régulières quelle que soit la composition : la motricité est la même pour une automotrice unique que pour plusieurs automotrices. De plus, les capacités d'accélération et de freinage permettent aux automotrices de maintenir une vitesse optimale, ce qui est d'autant plus vrai quand les arrêts sont très proches les uns des autres.
En résumé, l'automotrice reste pertinente si :
- des performances élevées en traction-freinage sont requises (quoique la France ne soit guère exemplaire en la matière[réf. nécessaire]) ;
- la capacité d’emport nécessaire reste moyenne ;
- le trafic comprend des pointes nécessitant des compositions renforcées à 2 ou 3 rames, alors qu'une seule peut suffire en journée ;
- l'exploitation prévoit des trains bitranches (avec 2 destinations différentes).

### Inconvénients
Ces avantages ont des contreparties :
- Une avarie à une voiture peut entraîner l'immobilisation de toute la rame ;
- Lorsqu'on accouple deux ou plusieurs de ces véhicules pour former des trains de plus grande capacité, la présence des cabines de conduite intermédiaires empêchent l'inter-circulation de bout en bout (sauf sur certains matériels où un passage est aménagé le long du poste de conduite, ou quand le poste de conduite est escamotable comme sur l'autorail IC3 danois ou des Séries 04 / AM96 ou Séries 05 et 06 belge (SNCB)) ;
- Les rames automotrices sont des véhicules spécialisés dans un unique type de service (par exemple, le transport de voyageurs sur une ligne de banlieue) et qui ne peuvent servir à autre chose lorsque ce service est interrompu (par exemple la nuit), étant généralement incapables de déplacer autre chose qu'eux-mêmes. Au contraire, une locomotive peut indifféremment tracter une rame de voitures (voyageurs), par exemple en journée, puis de wagons (marchandises) la nuit, et fournir ainsi une durée de service quotidien supérieure, souvent à des vitesses plus élevées (cet aspect tend à s'estomper avec la libéralisation du trafic fret, qui a induit la spécialisation des parcs de traction, l'utilisation de matériel voyageur (dont la gestion est subventionnée) en fret étant assimilable à une distorsion de concurrence) ;
- La capacité de transport d'une automotrice s'ajuste moins finement que le système de rames tractées : en effet, on ne peut augmenter la capacité qu'en associant deux, voire trois rames, c'est-à-dire en la multipliant par 2 ou 3, ce qui augmente fortement le coût, surtout si cette surcapacité est éloignée du besoin réel. Au contraire, la capacité d'une rame de voyageurs peut être augmentée en ajoutant simplement une ou plusieurs voitures, soit pour une fraction seulement de la capacité totale, qu'il est ainsi beaucoup plus facile de faire coïncider avec le besoin réel. Ainsi, on estime qu'une rame tractée à 7 voitures voyageurs est économiquement moins coûteuse qu'une automotrice de capacité équivalente (prix d'achat, exploitation et maintenance) ;
- Enfin, surtout pour le train de nuit, la motorisation concentrée dans la locomotive est beaucoup moins gênante pour les voyageurs que la motorisation répartie dans tout le convoi, qui est plus bruyante.

### Appellations par les compagnies de chemin de fer
Les différentes compagnies de chemin de fer emploient différents termes pour désigner les rames automotrices :
- À la Société nationale des chemins de fer français (SNCF), une rame automotrice aménagée pour le transport de voyageurs est appelée « élément automoteur », la compagnie distingue plusieurs catégories selon leur motorisation :
  - Élément automoteur diesel (EAD) pour les rames automotrices diesels[2] ;
  - Élément automoteur électrique (EAE) pour les rames automotrices électriques ;
  - Élément automoteur bimode (EAB) pour les rames automotrices combinant deux motorisations, généralement l'une diesel et l'autre électrique.

Les éléments automoteurs sont distincts des automotrices et autorails, qui assurent le même rôle mais ne comportent qu'une seule caisse.

## Caractéristiques

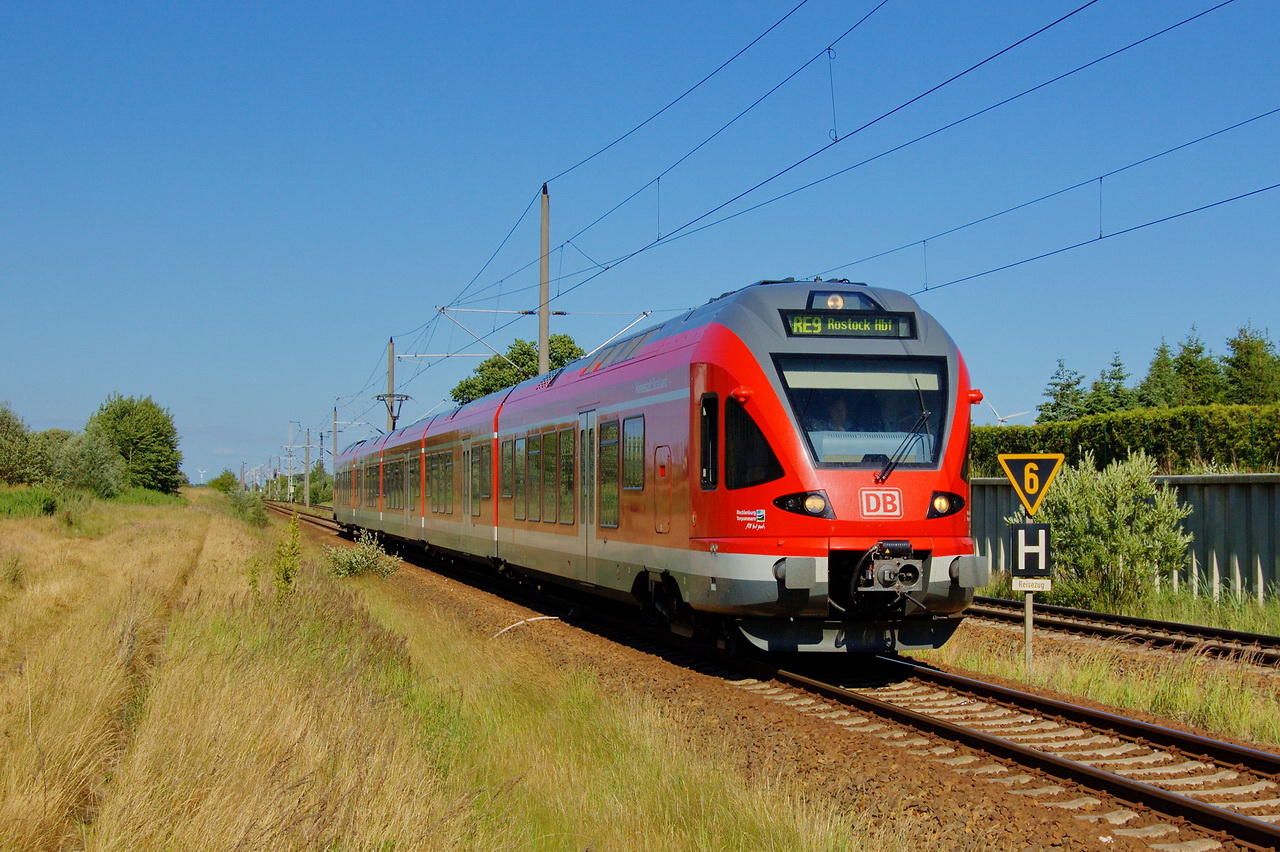
Une rame FLIRT de la Deutsche Bahn.

Ces véhicules ferroviaires sont équipés d'une cabine de conduite à chaque extrémité et peuvent, le plus souvent, être jumelés à un ou plusieurs autres éléments. Certains peuvent être associés à des remorques sauf dans le cas de rames homogènes et indéformables. Le nombre de caisses qui les composent peut varier selon les types : depuis une seule pour des véhicules qui assurent des relations locales sur des lignes à faible trafic, ou de deux à seize caisses, par exemple, pour les Shinkansen série 500 et 700.
Ces types de véhicules ferroviaires se sont généralisés entre autres dans les services de banlieue, remplaçant progressivement les rames réversibles remorquées. Ces dernières permettent le même type d'exploitation qu'une rame automotrice, mais il leur manque l'homogénéité de traction : la puissance de traction du train est fixe quel que soit le nombre de voitures.
Historiquement, les premiers véhicules ferroviaires de ce type, à grande vitesse, sont les rames de la série 0 du Shinkansen japonais.